# Pakalniškis
Pakalniškis ist ein Dorf mit 26 Einwohnern (Stand 2011) in Litauen, im Amtsbezirk Upninkai, im Osten der Rajongemeinde Jonava (Bezirk Kaunas), 27 Kilometer von der Mittelstadt Jonava, 4 km von Upninkai, 6 km von Gelvonai, 14 km von Rukla, 23 km von der Stadt Ukmergė. Es gehört dem Kunigiškių-Pakalniškių-Unteramtsbezirk (Kunigiškių-Pakalniškių seniūnaitija) mit 148 Einwohnern. 2001 lebten 35 Einwohner im Dorf. Die Postleitzahl ist LT-55481.